# BlacKkKlansman
BlacKkKlansman är en amerikansk biografisk dramakomedifilm från 2018, i regi av Spike Lee och skriven av Charlie Wachtel, David Rabinowitz, Kevin Willmott och Lee, baserad på memoaren Black Klansman  från 2014 av Ron Stallworth. Filmens karaktärer spelas av John David Washington, Adam Driver, Laura Harrier och Topher Grace. Den utspelar sig under 1970-talet i Colorado Springs och följer den förste afroamerikanska detektiven i Colorado Springs polisavdelning, som ger sig ut för att infiltrera och avslöja Ku Klux Klan. Trots att den är baserad på en sann historia, är filmens handling betydligt mer dramatisk än händelserna i boken.
Filmen producerades av Lee, Raymond Mansfield, Shaun Redick, Sean McKittrick, Jason Blum och Jordan Peele. Redick köpte filmrättigheterna till boken år 2015 och Lee blev regissör i september 2017. Flera av skådespelarna gick med i följande månad och filmen spelades in i New York.
BlacKkKlansman hade biopremiär den 14 maj 2018 på Filmfestivalen i Cannes, där den tävlade om Guldpalmen och vann priset Grand Prix. Filmen hade biopremiär i USA den 10 augusti 2018, i samband med ettårsjubileet av vit makt-demonstrationen Unite the Right Rally. Filmen fick positiva recensioner av recensenter, där många berömde filmens skådespeleri (speciellt från Washington och Driver) och aktuella teman.
På Oscarsgalan 2019 vann BlacKkKlansman för bästa manus efter förlaga, och den nominerades även för bästa film, bästa regi, bästa manliga biroll till Adam Driver, bästa filmmusik och bästa klippning. Den förlorade resten av nomineringarna till Green Book, Roma, Black Panther och Bohemian Rhapsody.

## Rollista
- John David Washington − Detektiv Ron Stallworth
- Adam Driver − Detektiv Philip "Flip" Zimmerman
- Laura Harrier − Patrice Dumas
- Topher Grace − David Duke
- Corey Hawkins − Kwame Ture
- Jasper Pääkkönen − Felix Kendrickson
- Ryan Eggold − Walter Breachway
- Frederick Weller − Patrullman Andy Landers
- Paul Walter Hauser − Ivanhoe
- Ashlie Atkinson − Connie Kendrickson
- Harry Belafonte − Jerome Turner
- Michael Buscemi − Jimmy Creek
- Ken Garito − Sergeant Trapp
- Robert John Burke − Polischef Bridges
- Nicholas Turturro − Walker
- Alec Baldwin − Dr. Kennebrew Beauregard
- Isiah Whitlock Jr. − Mr. Turrentine
- Craig muMs Grant − Jabbo
- Damaris Lewis − Odetta